# Grace United Methodist Church (Wilmington, Delaware)
Die Grace United Methodist Church ist eine methodistische Kirche an der Kreuzung 9th and West Streets in Wilmington, New Castle County. Sie wurde 1868 aus grünlichem Serpentinestein im Victorian Gothic Stil erbaut. Der Entwurf stammt von Thomas Dixon.
Die Grundfläche beträgt 50 m zu 31 m. Sie hat einen spitzen 56,7 m hohen Turmhelm, der mit einem Celtic cross abgeschlossen ist.
Sie wurde 1983 in National Register of Historic Places eingetragen.